# Coppa San Sabino
La Coppa San Sabino és una competició ciclista italiana d'un sol dia i que es disputa anualment pels voltants de Canosa di Puglia a la Pulla. Està reservada a ciclistes amateurs i sub-23.

## Palmarès
| Any  | Vencedor                | Segon                | Tercer                |
| ---- | ----------------------- | -------------------- | --------------------- |
| 1951 | Giuseppe Berterame      |                      |                       |
| 1952 | Giuseppe Berterame      |                      |                       |
| 1953 | Michele Caggiani        |                      |                       |
| 1955 | Francesco Faraca        |                      |                       |
| 1956 | Pietro Di Bitetto       |                      |                       |
| 1957 | Gaetano Di Cillo        |                      |                       |
| 1958 | No disputada            |                      |                       |
| 1959 | Gaetano Giorgio         |                      |                       |
| 1960 | Gaetano Giorgio         |                      |                       |
| 1961 | Marco Manzari           |                      |                       |
| 1962 | Marco Lizzieri          |                      |                       |
| 1963 | Alteo Filippi           |                      |                       |
| 1964 | Domenico Marzullo       |                      |                       |
| 1965 | Giovanni Santini        |                      |                       |
| 1966 | Donato Giuliani         |                      |                       |
| 1967 | Donato Giuliani         |                      |                       |
| 1968 | Giovanni D'Attolito     |                      |                       |
| 1969 | Antonio Iacobone        |                      |                       |
| 1970 | Leonardo Marcovecchio   |                      |                       |
| 1971 | Nicola Giorgio          |                      |                       |
| 1972 | Nicola Giorgio          |                      |                       |
| 1973 | Nicola Giorgio          |                      |                       |
| 1974 | Filippo Calabrese       |                      |                       |
| 1975 | Angelo Bonfitto         |                      |                       |
| 1976 | Leonardo Marcovecchio   |                      |                       |
| 1977 | Antonio Narducci        |                      |                       |
| 1978 | Aniello Annunziata      |                      |                       |
| 1979 | Luciano Rabottini       |                      |                       |
| 1980 | Giuseppe Rubino         |                      |                       |
| 1981 | Martino Ricci           |                      |                       |
| 1982 | Michele Gadaleta        |                      |                       |
| 1983 | Maurizio Iannetta       |                      |                       |
| 1984 | Vito Di Tano            |                      |                       |
| 1985 | Domenico Sangirardi     |                      |                       |
| 1986 | Antonio Narducci        |                      |                       |
| 1987 | Raffaele Ziri           |                      |                       |
| 1988 | Pasquale Bortone        |                      |                       |
| 1989 | Luciano Bruni           |                      |                       |
| 1990 | Maurizio Marchetti      |                      |                       |
| 1991 | Ivan Vincaretti         |                      |                       |
| 1992 | Michele Summa           |                      |                       |
| 1993 | Rocco Menna             |                      |                       |
| 1994 | Enrico Cigolani         |                      |                       |
| 1995 | Mauro Sandroni          |                      |                       |
| 1996 | Antonio Varriale        |                      |                       |
| 1997 | Giacomo Panigucci       |                      |                       |
| 1998 | Ivano Pizzi             |                      |                       |
| 1999 | Matteo Perla            |                      |                       |
| 2000 | Nicola Geronimo         |                      |                       |
| 2001 |                         |                      |                       |
| 2002 | Amedeo Carlomagno       |                      |                       |
| 2003 | Alessandro Donati       |                      |                       |
| 2004 |                         |                      |                       |
| 2005 | Gian Marco Di Francesco |                      |                       |
| 2006 | Fabio Taborre           | Edwin Carvajal       | Americo Novembrini    |
| 2007 | Julián Muñoz            | Sante Di Nizio       | Oleksandr Surutkovych |
| 2008 | Angelo Pagani           | Matteo Di Serafino   | Marcello Pavarin      |
| 2009 | Manuel Fedele           | Azamat Turaev        | Matteo Gozzi          |
| 2010 | Daniele Dall'Oste       | Stiven Fanelli       | Siarhei Papok         |
| 2011 | Donato De Ieso          | Nicola Gaffurini     | Paweł Poljański       |
| 2012 | Nicola Gaffurini        | Dúber Quintero       | Corrado Lampa         |
| 2013 | Giorgio Cecchinel       | Vladislav Gorbunov   | Nicola Gaffurini      |
| 2014 | Marlen Zmorka           | Nikolai Shumov       | Marcin Mrożek         |
| 2015 | Niko Colonna            | Yuri Colonna         | Massimo Rosa          |
| 2016 | Ahmed Galdoune          | Alexandr Riabushenko | Emanuele Onesti       |